# Challenger de Fürth 2015
El torneo Franken Challenge 2015 es un torneo profesional de tenis. Pertenece al ATP Challenger Series 2015. Se disputó su 28.ª edición sobre superficie Tierra batida, en Fürth, Alemania, entre el 1 y el 7 de junio de 2015.

## Jugadores participantes del cuadro de individuales
| Favorito | País                        | Jugador                 | Rank1 | Posición en el torneo |
| -------- | --------------------------- | ----------------------- | ----- | --------------------- |
| 1        | Bandera de España           | Albert Ramos-Viñolas    | 63    | Semifinales           |
| 2        | Bandera de Eslovenia        | Blaž Rola               | 97    | Semifinales           |
| 3        | Bandera de Bélgica          | Kimmer Coppejans        | 107   | Primera ronda         |
| 4        | Bandera de Alemania         | Tobias Kamke            | 117   | Primera ronda         |
| 5        | Bandera de Australia        | John Millman            | 132   | Primera ronda, retiro |
| 6        | Bandera de los Países Bajos | Thiemo de Bakker        | 133   | Primera ronda         |
| 7        | Bandera de España           | Daniel Muñoz de la Nava | 134   | Primera ronda         |
| 8        | Bandera de Argentina        | Horacio Zeballos        | 142   | Cuartos de final      |

- 1 Se ha tomado en cuenta el ranking del 25 de mayo de 2015.

### Otros participantes
Los siguientes jugadores recibieron una invitación (wild card), por lo tanto ingresan directamente al cuadro principal (WC):
- Daniel Brands
- Johannes Härteis
- Maximilian Marterer
- lorian Mayer

Los siguientes jugadores ingresan al cuadro principal tras disputar el cuadro clasificatorio (Q):
- Gonzalo Escobar
- Lorenzo Giustino
- Kevin Krawietz
- Jordi Samper-Montaña

## Campeones

### Individual Masculino
- Taro Daniel derrotó en la final a  Albert Montañés, 6–3, 6–0

### Dobles Masculino
- Guillermo Durán /  Horacio Zeballos derrotaron en la final a  Íñigo Cervantes /  Renzo Olivo, 6–1, 6–3